# Karstunlahden metsä ja kalliot
Karstunlahden metsä ja kalliot este o arie protejată (arie specială de conservare — SAC, sit de importanță comunitară — SCI) din Finlanda întinsă pe o suprafață de 34 ha, integral pe uscat.

## Localizare
Centrul sitului Karstunlahden metsä ja kalliot este situat la coordonatele 60°17′13″N 23°56′11″E / 60.2869°N 23.9364°E.

## Înființare
Situl Karstunlahden metsä ja kalliot a fost declarat sit de importanță comunitară în august 1998 pentru a proteja un număr necunoscut de specii din flora spontană și fauna sălbatică aflate în arealul zonei. Situl a fost protejat și ca arie specială de conservare în aprilie 2015.

## Biodiversitate
Situată în ecoregiunea boreală, aria protejată conține 3 habitate naturale: Pante stâncoase silicioase cu vegetație casmofită, Taiga vestică, Păduri fino-scandinave bogate în ierburi cu Picea abies.
La baza desemnării sitului se află un număr nedeclarat de specii protejate.
Pe lângă speciile protejate, pe teritoriul sitului au mai fost identificate 3 specii de plante.